# Nortonella transitus
Nortonella transitus är en kvalsterart som först beskrevs av Aoki 1984.  Nortonella transitus ingår i släktet Nortonella och familjen Gymnodamaeidae. Inga underarter finns listade i Catalogue of Life.